# La Folle Héritière
Pour plus de détails, voir Fiche technique et Distribution.
La Folle Héritière (Under Your Spell) est un film américain réalisé par Otto Preminger, sorti en 1936.

## Fiche technique
- Titre français : La Folle Héritière[1]
- Titre original anglais : Under Your Spell
- Réalisation : Otto Preminger
- Scénario : Sy Bartlett, Bernice Mason, Frances Hyland et Saul Elkins
- Photographie : Sidney Wagner
- Montage : Fred Allen
- Société de production : 20th Century Fox
- Pays de production :  États-Unis
- Format : Noir et blanc - 1,37:1
- Genre : comédie romantique
- Durée : 62 minutes
- Date de sortie : 
  - États-Unis : 6 novembre 1936
  - France : 20 août 1937[1]

## Distribution
- Lawrence Tibbett : Anthony Allen
- Wendy Barrie : Cynthia Drexel
- Gregory Ratoff : Petroff
- Arthur Treacher : Botts
- Gregory Gaye : Raul Du Rienne
- Berton Churchill : Juge
- Jed Prouty : Mr Twerp
- Claudia Coleman : Mme Twerp
- Charles Richman : Oncle Bob
- Madge Bellamy : Miss Stafford